# Meridià 164 a l'oest
El meridià 164 a l'oest de Greenwich és una línia de longitud que s'estén des del pol Nord travessant l'oceà Àrtic, Amèrica del Nord, l'oceà Pacífic, Oceania, l'oceà Antàrtic, i l'Antàrtida fins al pol Sud.
El meridià 164 a l'oest forma un cercle màxim amb el meridià 16 a l'est. Com tots els altres meridians, la seva longitud correspon a una semicircumferència terrestre, uns 20.003,932 km. Al nivell de l'Equador, és a una distància del meridià de Greenwich de 18.256 km.

## De Pol a Pol
Començant en el pol Nord i dirigint-se cap al pol Sud, aquest meridià travessa:
| Coordenades                               | País, territori o mar | Notes                                          |
| ----------------------------------------- | --------------------- | ---------------------------------------------- |
| 90° 0′ N, 164° 0′ O / 90.000°N,164.000°O  | Oceà Àrtic            |                                                |
| 71° 44′ N, 164° 0′ O / 71.733°N,164.000°O | Mar dels Txuktxis     |                                                |
| 68° 59′ N, 164° 0′ O / 68.983°N,164.000°O | Estats Units          | Alaska                                         |
| 67° 32′ N, 164° 0′ O / 67.533°N,164.000°O | Mar dels Txuktxis     | Badia de Kotzebue                              |
| 66° 36′ N, 164° 0′ O / 66.600°N,164.000°O | Estats Units          | Alaska — Península de Seward                   |
| 64° 33′ N, 164° 0′ O / 64.550°N,164.000°O | Mar de Bering         | Norton Sound                                   |
| 63° 15′ N, 164° 0′ O / 63.250°N,164.000°O | Estats Units          | Alaska — Delta del Yukon–Kuskokwim             |
| 59° 49′ N, 164° 0′ O / 59.817°N,164.000°O | Mar de Bering         |                                                |
| 54° 59′ N, 164° 0′ O / 54.983°N,164.000°O | Estats Units          | Alaska — Unimak                                |
| 54° 37′ N, 164° 0′ O / 54.617°N,164.000°O | Oceà Pacífic          |                                                |
| 60° 0′ S, 164° 0′ O / 60.000°S,164.000°O  | Oceà Antàrtic         |                                                |
| 78° 15′ S, 164° 0′ O / 78.250°S,164.000°O | Antàrtida             | Dependència de Ross, reclamat per Nova Zelanda |